# Tell es-Safi
Koordinaten: 31° 41′ 57,8″ N, 34° 50′ 48,1″ O

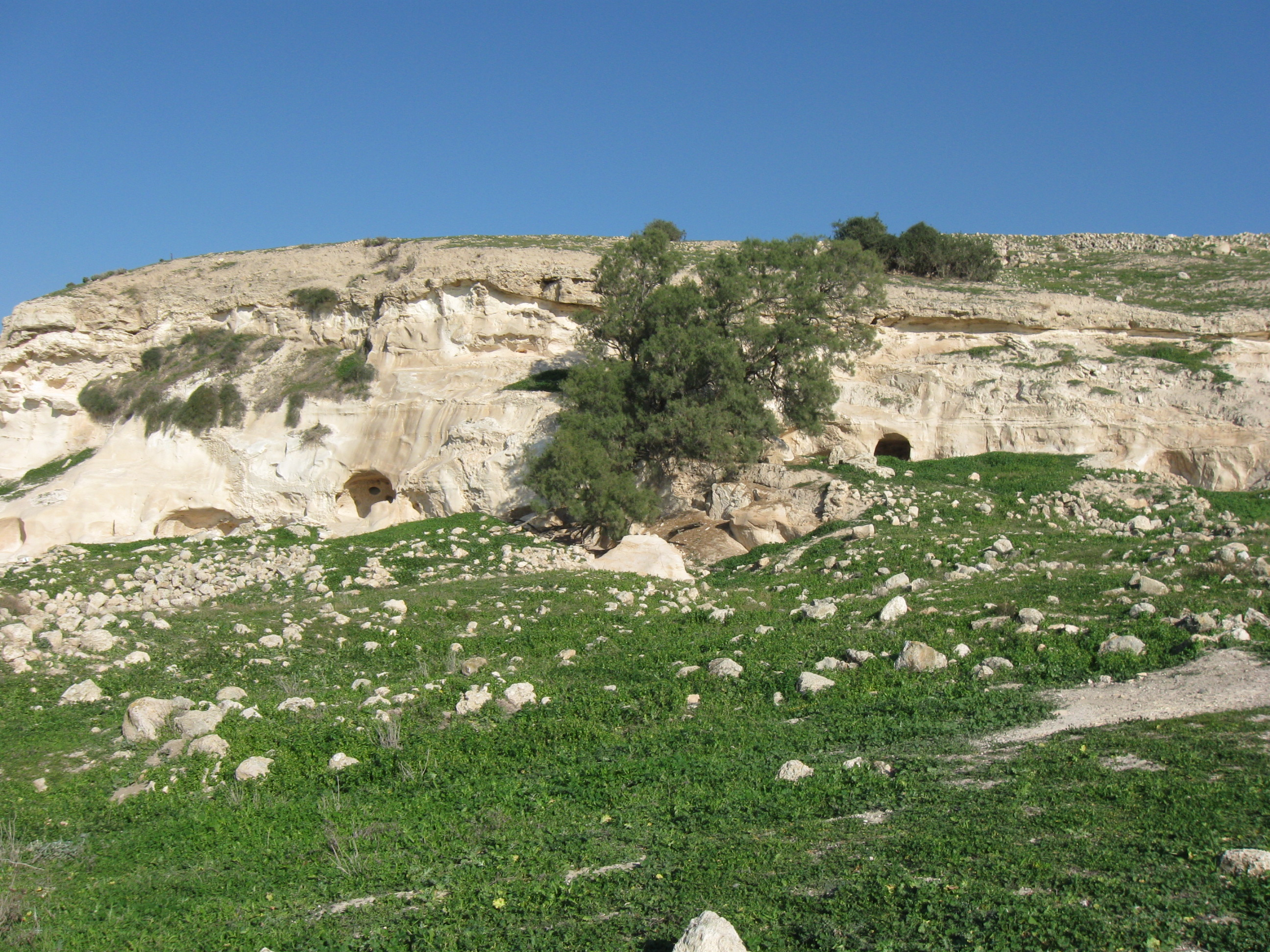
Kalksteinfelsen des Tell es-Safi

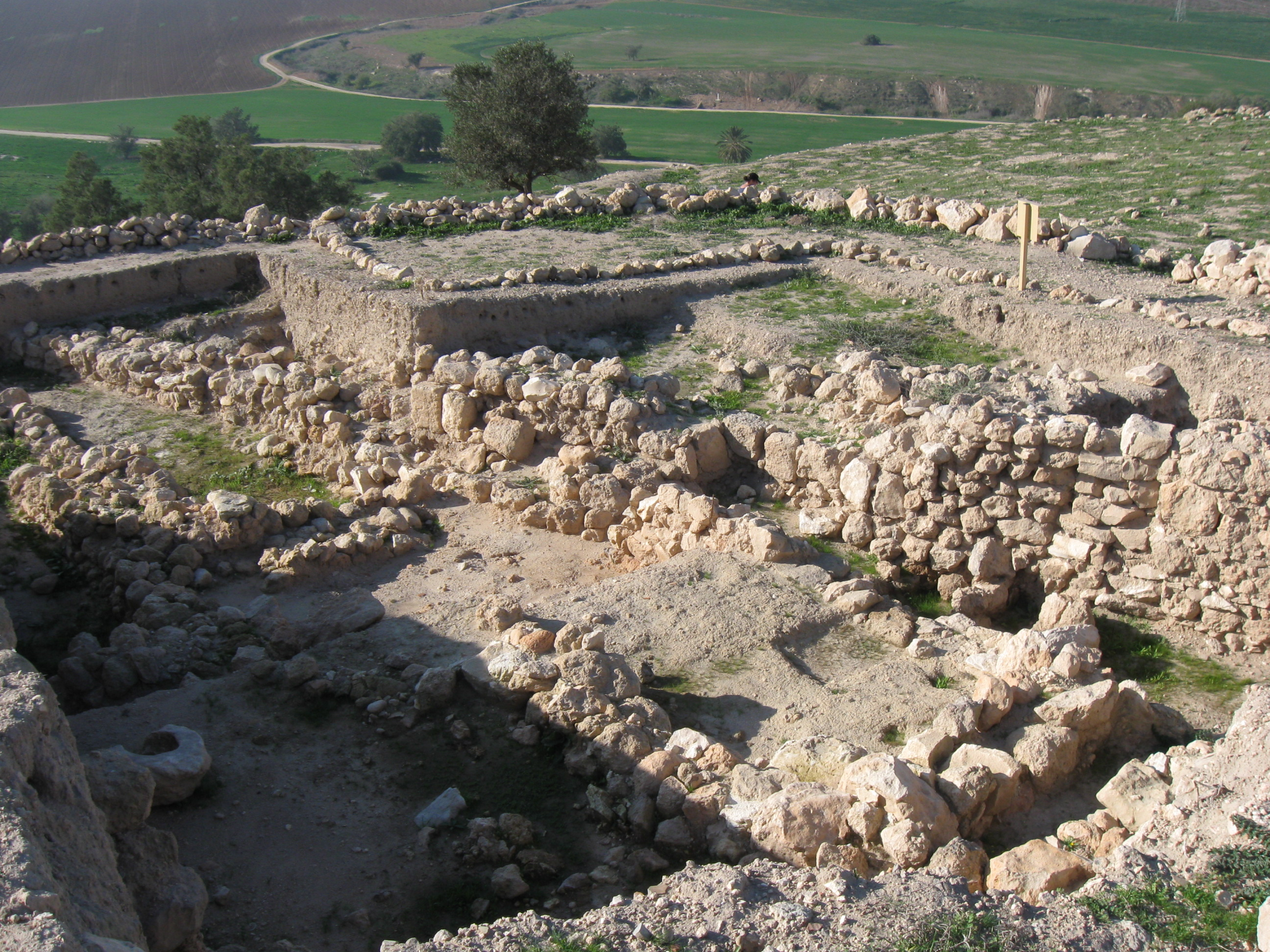
Ausgrabung auf dem Tell es-Safi

Tell es-Safi (arabisch تل الصافي, DMG Tall aṣ-Ṣāfī), auch  Tel Zafit (hebräisch תֵּל צָפִית Tel Zafīt, auch Tel Tsafit, Tel Tzafit) ist ein Siedlungshügel (arab.: تل / Tell) vier Kilometer südlich Kfar Menachems im Regionalrat Joʾav, Südbezirk Israels. Der Tell liegt in der hügeligen Schfelah östlich der Stadt Aschdod.
Nördlich des Hügels entspringt der Bach Nahal Tsofita (hebräisch נַחַל צָפִית Nachal Zafīt), der bald in den Bach Nachal haʾEla aus dem nordöstlich gelegene Elah-Tal (Terebinthental) mündet. 8 km nördlich liegt der Tell Miqne, wo man die biblische Stadt Ekron vermutet.
Der Tell wird mit der biblischen Stadt Gath identifiziert, aus welcher der riesige Philister Goliath gestammt haben soll. Diese Vermutung äußerte James Porter, nach einer Reise durch Philistäa, bereits im Jahr 1857. Erste Grabungen führten 1899 Frederick J. Bliss und Robert A. S. Macalister im Auftrag des britischen Palestine Exploration Fund durch. Im Jahr 1996 startete Aren Maeir von der Bar-Ilan-Universität ein groß angelegtes Grabungsprojekt. 2005 wurde bei den Grabungen eine Tonscherbe mit zwei mutmaßlich indoeuropäischen Namen entdeckt, geschrieben in einer frühen kanaanäischen Schrift, die Ähnlichkeiten mit dem Namen Goliath aufweisen. 2010 wurde ein philistinischer Tempel entdeckt, in dessen Innenraum zwei Säulenbasen aufgefunden wurden.
Erste Siedlungsspuren stammen aus dem Chalkolithikum. Größere Baustrukturen stammen aus der Spätbronzezeit (ca. 1500–1200 v. Chr.) sowie aus der Eisenzeit I und IIB (ca. 1200–700 v. Chr.). In das 9. Jh. zu datieren ist ein Hörneraltar, der bei Grabungen im Jahr 2011 gefunden wurde. Vermutlich vom Ende des 9. Jahrhunderts stammt ein Graben, der um den Tell herum identifiziert werden konnte. Eventuell bezeugt er die Belagerung und Eroberung Gaths durch König Hasael von Damaskus. Das Fehlen von Funden der Eisenzeit IIC hingegen lässt sich mit der assyrischen Eroberung und Zerstörung der Stadt durch Sargon II. etwa 711 v. Chr. in Verbindung bringen. Danach scheint der Hügel für längere Zeit unbewohnt gewesen zu sein.
In byzantinischer Zeit (4.–7. Jh.) existierte in der Umgebung ein kleineres Dorf namens Saphita, das auf der Mosaikkarte von Madaba genannt wird. Später errichteten die Kreuzfahrer Mitte des 12. Jahrhunderts die Burg Blanche Garde.
In diesem Areal befindet sich heute ein muslimischer Friedhof. Er geht zurück auf die Bewohner des arabischen Dorfes, das nach der Kreuzfahrerzeit bis 1948 bestand. Während des Palästinakrieges 1948/1949 wurde die arabische Bevölkerung am 9. Juli 1948 durch israelische Soldaten der Givʿati-Brigade unter dem Kommando von Schimʿon Avidan aus dem Dorf vertrieben.